# Stenotabanus albiscutellatus
Stenotabanus albiscutellatus är en tvåvingeart som beskrevs av Chainey 1999. Stenotabanus albiscutellatus ingår i släktet Stenotabanus och familjen bromsar. Inga underarter finns listade i Catalogue of Life.